# Naomi Achu
Naomi Achu là ca sĩ, rapper, và nhạc sĩ người Cameroon. Cô được biết đến với "Alhadji," được phát trong mùa thứ tám của Big Brother Africa. Naomi được ghi nhận là một trong những người đi đầu của âm nhạc pop Cameroon, đặc biệt là trong cộng đồng người di cư. Cô được gắn với biệt danh "Queen of Bamenda."

## Sự nghiệp âm nhạc
Naomi chuyển đến Hoa Kỳ năm 2004, quyết tâm theo đuổi sự nghiệp ca hát chuyên nghiệp. Vào thời điểm cô phát hành bản thu âm đầu tiên của mình, một EP tên No Boundaries, năm 2009, cô bắt đầu rap. Cô ấy đã thể hiện nhiều hơn về kỹ năng này vào năm sau trong ca khúc "Africans," đó là một bản phối lại phong cách châu Phi "Hold Yuh" của ca sĩ nhạc reggae Gyptian người Jamaica. Cũng trong năm 2010, cô phát hành mixtapeCamerican Dream là một trong ba của bộ ba người Cameron Avin-u C, cũng có sự góp mặt của nam ca sĩ Eddy B và nam rapper H.Bolo.
Màn trình diễn của cô trong Lễ hội Boston châu Phi 2011 đã giành cho cô một bài phê bình từ Phóng viên Quả cầu, Siddhartha Mitter, khiến anh viết "Achu đến từ Maryland là một người đa quốc tế: Một rapper tài năng và ca sĩ R&B chín muồi, cô sinh ra và lớn lên ở Cameroon và ở Vương quốc Anh trước khi đến đây. Nổi bật với một vệt cảm hứng, âm thanh của cô tìm thấy sự cân bằng giữa những lời hô hào trên sàn nhảy châu Phi và một câu lạc bộ toàn cầu."
Vào ngày 23 tháng 7 năm 2011, Naomi đã phát hành album solo đầu tay (và bản thu âm thứ hai), Positive Energy, với hãng thu Tribal Invasion. Bài hát nổi tiếng nhất của nó là Alhadji, trong đó cô lừa dối đàn ông giàu có. "Alhadji" liên tục trở thành hit tạo dấu ấn cho Naomi. Nó được phát trên một trong những tập của Big Brother Africa mùa 8 (Big Brother Africa 8, và là Big Brother Africa: The Chase). Bên cạnh đó, "Alhadji" đã giành được Naomi một đề cử giải thưởng Blues/Pop hay nhất bởi Liên hoan phim độc lập và âm nhạc thế giới, và video của nó giữ vị trí số một trên Afrotainment chương trình Top 10 trong vài tuần. Positive Energy cũng đáng chú ý với "Suffer Don Finish," có sự phối hợp với nhạc sĩ Congo Awilo Longomba.
Positive Energy vô cùng nâng cao tên tuổi của cô trong giới Afro pop. Cô đã biểu diễn cùng với ca sĩ-nhạc sĩ người Congo Fally Ipupa tại một bữa tiệc chuẩn bị của 2011 BET Awards. Cô cũng đã trình diễn mở màng cho nhạc sĩ Nigeria Timaya tại buổi hòa nhạc Độc lập Nigeria lần thứ 51 tại Dallas, Texas được đặt theo tên ông. Vào ngày 24 tháng 2 năm 2012, Naomi đã biểu diễn tại Bảo tàng nghệ thuật châu Phi của Smithsonian như là một phần của sự kiện "Underground châu Phi" trong lễ kỷ niệm Tháng lịch sử đen.
Vào ngày 28 tháng 7 năm 2012, Naomi đã giành giải Nữ nghệ sĩ xuất sắc nhất tại buổi khai mạc Lễ trao giải Giải trí Cameroon. Vào ngày 8 tháng 11 năm 2014, cô đã giành giải Nữ nhạc sĩ châu Phi của năm tại buổi khai mạc lễ trao giải DMV giải trí châu Phi.
Để chuẩn bị cho album tiếp theo vào năm 2016, Naomi đã phát hành ba đĩa đơn: "Wa Fun Mi Shuga" (or "Suga") vào ngày ngày 7 tháng 10 năm 2012; "It's My Life" vào ngày 21 tháng 12 năm 2013; và "Busy Body" vào ngày 19 tháng 12 năm 2015. Naomi cuối cùng đã phát hành album thứ hai của mình, Long Live the Queen, vào ngày 30 tháng 4 năm 2016. "Busy Body" đặc biệt đã giành được Naomi một giải thưởng N.E.G.A. 2016 (Giải thưởng thế hệ NExt) dành cho Nữ nghệ sĩ xuất sắc nhất, cũng như Giải AFRIMA (All Africa Music Awards) 2016 hạng mục Nữ nghệ sĩ xuất sắc nhất trong âm nhạc truyền cảm hứng.

## Danh sách đĩa nhạc

### EP
No Boundaries (2009)

### Album
- Positive Energy (2011)
- Long Live the Queen (2016)

### Đĩa đơn
- "Alhadji" (2011)
- "Wa Fun Mi Suga" (2012)
- "It's My Life" (2013)
- "Busy Body" (2015)
- "Gbagbe" featuring Skales (2016)
- "Shower Your Blessings" feat. Pardon C (2017)[16]